# Port lotniczy Nero-Mer
Port lotniczy Nero-Mer (IATA: BBV, ICAO: DIGN) – port lotniczy położony w Grand-Béréby, w regionie Bas-Sassandra, w Wybrzeżu Kości Słoniowej.